# سعود السبيعي
سعود مطلق السبيعي (10 أغسطس 1962) محامي ، وصحفي، كويتي. شغل منصب رئيس تحرير سابق لجريدة الرؤية الكويتية، وأصدر جريدة الخط الأحمر الإلكترونية.(بالإنجليزية: red linekw)‏، وكان عضو جمعية المحامين الكويتية ونائب رئيس لجنة قبول المحامين وعضو جمعية الصحافيين الكويتية ومُستشار سابق لرئيس مجلس الأمة الكويتي.وفي اغسطس عام 2024 تم تعيينه مستشار نائب رئيس الوزراء وزير الدولة لشؤون مجلس الوزراء 

## الشعر
له تاريخ طويل في مجال الشعر، وله ديوان شعر اسمه «للشعر لغة» أخرى صدر عام 2005، غنى له الفنان كاظم الساهر من كلماته موال لابوك من ألبوم سلامتك من الآه وهو أول شاعر خليجي يغني الفنان كاظم الساهر أحد قصائده.